# Бораковский, Григорий Максимович
Григорий Максимович Бораковский (укр. Григорій Максимович Бораковський; 1846, Павлоград Екатеринославская губерния — после 1900, вероятно Новомосковск) — украинский писатель и драматург, врач, общественный деятель. Начальное образование получил в павлоградской школе. С 1856 года по 1863 год учился в Екатеринославской мужской гимназии. После её окончания до 1869 года учился на медицинском факультете Харьковского университета. После полутора лет работы врачом на Волыни в 1871 году обосновался в городе Новомосковск, где служил земским врачом. С 1878 года по 1900 год находился на посту надзорного (опекунского) совета Новомосковской четырёхклассной женской прогимназии, где организовал любительский театр, в котором, среди прочего ставились его пьесы. Автор нескольких социально-бытовых пьес, комедий, водевилей, оперетт. Наиболее известным его произведением является историческая драма «Маруся Чурай» (1887).

## Биография

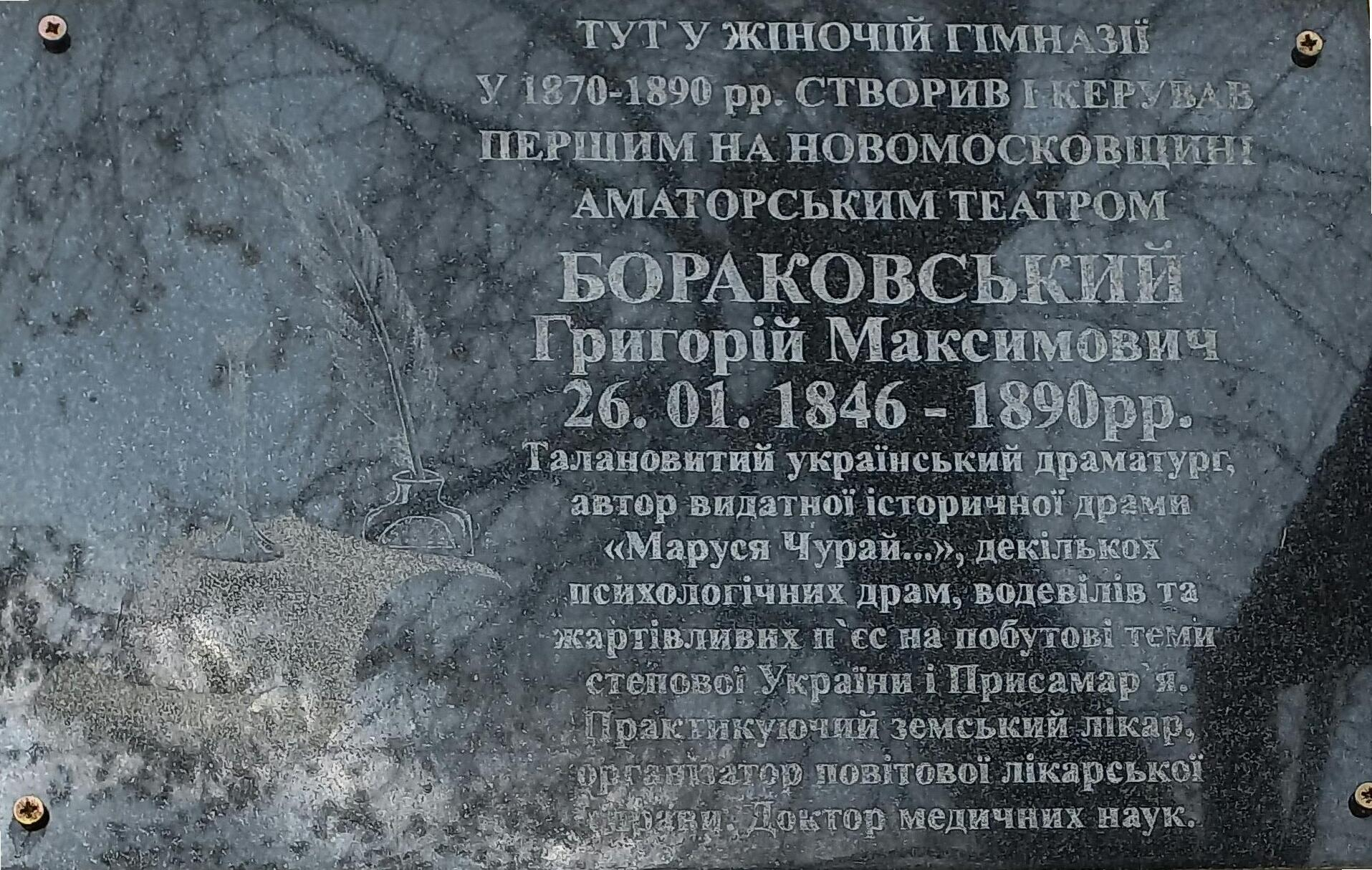
Мемориальная доска на здании лицея «Самара» (бывшая женская гимназия). Днепропетровская область Новомосковск, ул. Шевченко, 8

Григорий Бораковский родился в городе Павлоград Екатеринославской губернии (ныне Днепропетровская область) в семье шляхтича родом из Черниговской губернии и матери из местной купеческой семьи. В возрасте шести лет умер его отец. Начальное образование получил в местной школе. С 1856 года учился в Екатеринославской мужской гимназии. В этот период приобщился к театру, принимал участие в любительских домашних постановках и написал 8 драматических произведений. В 1863 году окончил гимназию с серебряной медалью. С 1864 года по 1869 год учился на медицинском факультете Харьковского университета. После окончания учёбы женился и работал полтора года врачом на Волыни. С 1871 года проживал в городе Новомосковск, где работал земским врачом. В этот период работал над диссертацией, которую успешно защитил и получил степень доктора медицины. В 1873 году заведовал участком (более 40 000 населения) и земской больницей в Новомосковске; находился на этих должностях на протяжении 27 лет. По состоянию на 1890-й год совершил более 800 операций. С 1878 года по 1900 год находился на посту надзорного (опекунского) совета Новомосковской четырёхклассной женской прогимназии (ныне — лицей «Самара»). Его стараниями в нём был основан любительский театральный кружок, силами которого осуществлялись постановки как классического репертуара, так и драматургических работ Бораковского.
Бораковский привлекался в качестве эксперта к расследованию сложных судебных дел. Написал несколько работ в области медицины. В 1896 году принимал участие в работе Всероссийского съезда сифилидологов в Санкт-Петербурге. В 1898 году по согласованию с Новомосковской земской управой и врачами уезда отправился в трёхмесячную командировку (10 июля — 10 октября), во время которой изучал организацию медицинского дела в Палестине, Праге, Москве. Свои намерения объяснял следующим образом: «У меня явилась мысль, хотя бы при помощи затрат своих собственных средств, побывать хотя в одной из таких клиник и там присмотреться к тамошним методам лечения, там проштудировать диагностику кожных болезней. Я остановился на поездке в Пражский университет, где клиника ведётся на национальном языке, и избрал летние месяцы, когда теоретический курс не читается, когда слушателей несравненно меньше, осмотр больных и наблюдение доступнее, да и в отношении наших местных служебных занятий летнее время представляет более свободы для врача по отсутствию эпидемий и меньшему наплыву больных в рабочую пору». После возвращения, 11 ноября 1898 года, выступил с отчётом о поездке перед коллегами, а в следующем году представил тридцатистраничный отчёт на съезде врачей Новомосковского уезда.
Первые две жены умерли, с третьей развёлся. Имел пятерых детей. Ряд источников ошибочно указывали (например, Украинская советская энциклопедия, Украинская литературная энциклопедия и др.), что Бораковский умер в 1890 году. Однако известно, что он проработал на должности земского врача до 1900 года. В отчёте Новомосковской уездной земской управы за 1900 год указывалось, что «больничный врач Бораковский оставил службу, и его место занял врач 2-го участка Сечкарёв». Установить дату смерти Бораковского не представляется возможным. Кладбище на котором его вероятно похоронили (Лихополевская улица — ныне улица Сучкова) во время индустриализации было ликвидировано и на его месте была возведена швейная фабрика. Метрические книги кладбищенской церкви Новомосковска не сохранились. 26 октября 2017 года на фасаде здания лицея «Самара» установили мемориальную доску, посвящённую Бораковскому. В Павлограде его именем названа улица (бывшая улица Бабушкина).

## Литературное творчество
Автор исторической драмы «Маруся Чурай — украинская песнетворка» (Маруся Чурай — українська піснетворка; 1887). Она считается его самой выдающейся пьесой. О ней в «Очерках истории украинско-русской литературы до 1890 года» благосклонно отозвался украинский классик Иван Франко: «…Шестиактной драмой „Маруся Чурай“ Бораковский доказал, что у него не „талантец“, а настоящий драматический талант… Ему удалась здесь такая вещь, которая не удалась, например, Старицкому — выкроить из истории Хмельнитчины драму, которая, кроме чисто психологического интереса, ни разу не грешила против исторического колорита». В то же время Франко сурово раскритиковал пьесу из «Из моря житейского» (Із моря житейського; 1886), написав, что она «очень слаба и неудачна».
Бораковский создал несколько социально-бытовых пьес: «Горем счастья не добудешь» (Лихом щастя не добудеш; 1867), «Как судьбы нет — то и счастье проходит» (Як долі немає — то й щастя минає; 1881), «Из моря житейского». Ему принадлежит ряд лёгких комедий, водевилей, оперетт: «Оказия с пампушкой» (Оказія з пампушкою; 1886), «Рождественский вечер» (Різдвяний вечір; 1870-е), «Где двое целуются, третий губы не протягивай» (Де два цілуються, третій губ не простягай; 1870-е), «Как женщины мужчин морочат» (Як жінки чоловіків морочать; 1872), «Как на лбу рога растут» (Як на лобі роги ростуть; 1886). Публиковался в украинских журналах, в частности, в екатеринославском издании «Степь». В 1888 году во Львове вышло его единственное собрание сочинений — «Сборник драматических произведений» (Збірник драматичних творів). Его творчество высоко ценил критик и писатель Емельян Огоновский, по его мнению, драматург занимает почётное место в истории украинской литературы: «Его имя можно написать рядом с именами современных украинских драматургов: Карпенко-Карого, Старицкого, Кропивницкого…» Литературовед Сергей Ефремов называл Бораковского в числе «заслуженных имён» украинской литературы 1870-х годов. Он выделял в его творчестве прежде всего серьёзные драмы из народной жизни, противопоставляя их «бессмысленным водевилям».
Действие произведений Бораковского происходит на хорошо знакомом ему местном материале, в связи с чем его называют «писателем Присамарья и Приорелья». В предисловии к своему «Сборнику» писал: «Я беру в свои произведения такие правдивые случаи, которые приходится видеть своими глазами теперь, и вывел своих героев такими же, как их теперь видел, потому и язык их такой, как они действительно говорят теперь».